# ریچارد چلیمو
ریچارد چلیمو (انگلیسی: Richard Chelimo; ۲۱ آوریل ۱۹۷۲ – ۱۵ اوت ۲۰۰۱) دونده دو استقامت، و ورزشکار دو و میدانی اهل کنیا بود.